# Доње Стативе
Доње Стативе су насељено место у саставу општине Нетретић у Карловачкој жупанији, Република Хрватска.

## Историја
До територијалне реорганизације у Хрватској налазиле су се у саставу старе општине Дуга Реса.

## Становништво
На попису становништва 2011. године, Доње Стативе су имале 197 становника.

## Попис1991.
На попису становништва 1991. године, насељено место Доње Стативе је имало 265 становника, следећег националног састава:
| Попис 1991.‍ | Попис 1991.‍ | Попис 1991.‍ | Попис 1991.‍ | Попис 1991.‍ |
| ----------- | ----------- | ----------- | ----------- | ----------- |
|             |             |             |             |             |
| Хрвати      | Хрвати      |             | 261         | 98,49%      |
| Немци       | Немци       |             | 1           | 0,37%       |
| Срби        | Срби        |             | 1           | 0,37%       |
| непознато   | непознато   |             | 2           | 0,75%       |
| укупно: 265 |             |             |             |             |